# Unión Cívica Revolucionaria
Unión Cívica Revolucionaria fue el nombre de un grupo armado paramilitar y luego de un partido político costarricense de ultraderecha que luchó como fuerza de apoyo al gobierno tras el intento de invasión realizado por los calderonistas y somocistas en 1955, y luego como partido político oficial entre el 17 de enero de 1957 y el 22 de setiembre de 1968. El partido fue liderado por el político Frank Marshall Jiménez, denotado anticomunista y anticalderonista, quien llegó a ser diputado de la Asamblea Legislativa mediante ese partido.
Marshall era hijo de un empresario minero estadounidense que falleció a manos de guerrilleros sandinistas. Su padrastro, Ricardo Steinvorth, de origen alemán, lo envió a vivir a Alemania donde fue educado en los años 30 durante los tiempos del Tercer Reich e incluso perteneció a la Juventud Hitleriana, pero regresó a Costa Rica una vez iniciada la Segunda Guerra Mundial. El gobierno de Calderón Guardia le declaró la guerra a Alemania e introdujo a todos los ciudadanos y residentes costarricenses de origen alemán, italiano y japonés en un campo de concentración ubicado frente al Mercado de Mayoreo en la Avenida Avenida San Martín y sus propiedades fueron confiscadas. Su padrastro fue deportado a Estados Unidos aunque luego sería liberado. Marshall sería desde entonces un enconado opositor al gobierno de Calderón Guardia y sus aliados comunistas (esto pese a que a Manuel Mora Valverde, Secretario del P.V.P., Partido Comunista, se opuso a los excesos contra la colonia alemana e italiana), por lo que luchó junto a Figueres y otros personajes de la oposición en contra de los “caldero-comunistas” durante la guerra del 48. El interés del P.V.P. era salvaguardar las conquistas sociales obtenidas en 1942 y 1943, y aunque fue declarado ilegal en después de la Guerra Civil de 1948 y de la nueva Constitución de 1949, nunca apoyó la invasión de Somoza y los planes de los expresidentes Calderón y Picado por desestabilizar a la Segunda República.
Cuando una fuerza armada calderonista liderada por Calderón Guardia y Teodoro Picado Michalski y con ayuda de las dictaduras de derecha de Somoza, Trujillo y el dictador venezolano Marcos Pérez Jiménez (cuyo opositor Rómulo Betancourt al principio militante del Partido Comunista Costarricense y luego fundador de Acción Democrática residía todavía en la Costa Rica de Figueres), Marshall convocó a una fuerza de simpatizantes para asistir al gobierno en repeler la invasión desde Nicaragua. A este grupo se le llamó "Unión Cívica Revolucionaria" liderado por Marshall y compuesto, entre otros, por Carlos Gamboa, Beto Valdeperas, Óscar Saborío Alvarado y el "Indio" Sánchez (de origen hondureño) todos los cuales pelearon en el bando anticalderonista durante la guerra civil. Repelida con éxito la invasión de Somoza y de los calderonistas el grupo se constituiría en partido político legal ante el Tribunal Supremo de Elecciones el 17 de enero de 1957. Quedaban claras sus diferencias con el proyecto original de José Figueres Ferrer.
El partido obtuvo dos diputados en dos períodos distintos, el de 1958-1962 y el de 1966-1970 (en ambos periodos uno de los dos fue Marshall) tras lo cual se disolvió. Marshall recrearía un grupo de extrema derecha paramilitar llamado "Unión Patriótica" en los ochenta encargado de vigilar a la frontera norte, de los sandinistas. 

## Elecciones legislativas
|  | 3.32 % |

|  | 5.48 % |